# HD77347
HD77347 — хімічно пекулярна зоря спектрального класу A4, що має видиму зоряну величину в смузі V приблизно  7,4.
Вона  розташована на відстані близько 586,6 світлових років від Сонця.